# Прорубская волость (Сумский уезд)
Прорубская волость — административно-территориальная единица Сумского уезда Харьковской губернии в составе Российской империи. Административный центр — слобода Проруб.
В состав волости входило 490 дворов в 10-и поселениях 2-х сельских общин:
- слобода Проруб;
- хутор Голышевский;
- хутор Первый Соханов;
- хутор Второй Соханов;
- хутор Соляников;
- хутор Алексеенков;
- хутор Варавцев;
- хутор Сорокин;
- хутор Гуринов;
- хутор Бубликов;
- хутор Бойков;
- хутор Гевличев;
- хутор Гиринов;
- хутор Фоменков;
- хутор Подобриев;
- хутор Лубенцов;
- хутор Коломийцев;
- хутор Сердюков;
- хутор Дунев;
- хутор Оробьевский;
- хутор Головачов.

Всего в волости проживало 2456 человек мужского пола и 2496 — женского. Крупнейшие поселения волости по состоянию на 1914 год:
- село Проруб — 4007 жителей;
- заштатный город Белополье — 21992 жителя.

Старшиной волости являлся Виктор Григорьевич Кондрашенко, волостным писарем был Иван Иванович Сладкий, председателем волостного суда — Артем Авксентьевич Пасхальный.